# Maman !
Pour les articles homonymes, voir Maman.
Pour plus de détails, voir Fiche technique et Distribution.
Maman ! est un court métrage français réalisé par Hélène de Fougerolles et sorti en 2010.

## Synopsis
La joie de Léa, trentenaire, de mettre au monde son premier enfant cède la place au désarroi, confrontée, dès l'accouchement et jusqu'aux mois consécutifs, à son incapacité à gérer des situations inattendues contrairement à ce qu'elle avait (idéalement) imaginé, d'autant plus que ses proches ne lui sont pas d'un grand secours...

## Fiche technique
- Titre original : Maman !
- Réalisation : Hélène de Fougerolles
- Scénario : Hélène de Fougerolles
- Dialogues : Hélène de Fougerolles
- Musique : Laurent Ferlet
- Photographie : Nicolas Massart
- Son : Lucas Albert
- Montage : Géraldine Rétif
- Décors : Guillaume Watrinet
- Costumes : Cécile Guiot
- Pays d'origine :  France
- Tournage : 
  - Langue : français
  - Extérieurs : Paris
- Productrice : Harriet Marin
- Société de production : Abélart Productions
- Société de distribution : Premium Films
- Format : couleur — 35 mm — 1.85:1 Betacam numérique — son Dolby SR
- Genre : comédie, court métrage
- Durée : 15 minutes
- Date de sortie :  15 décembre 2010[1]
- Mention CNC : tout public (visa no 127655 délivré le 27 janvier 2011)

## Distribution
- Hélène de Fougerolles : Léa
- Arnaud Lechien : Paul
- Mylène Demongeot : la mère
- Éva Darlan : la pharmacienne
- Virginia Anderson : l'amie
- Karine Lazard : la sage-femme